# Van Buren (Nueva York)
Van Buren es un pueblo ubicado en el condado de Onondaga en el estado estadounidense de Nueva York. En el año 2000 tenía una población de 12,667 habitantes y una densidad poblacional de 137.5 personas por km².

## Geografía
Van Buren se encuentra ubicado en las coordenadas 43°7′23″N 76°20′30″O / 43.12306, -76.34167.

## Demografía
Según la Oficina del Censo en 2000 los ingresos medios por hogar en la localidad eran de $43,003 y los ingresos medios por familia eran $50,724. Los hombres tenían unos ingresos medios de $37,230 frente a los $26,842 para las mujeres. La renta per cápita para la localidad era de $20,997. Alrededor del 6.6% de la población estaban por debajo del umbral de pobreza.